# Condado de Francavilla
Condado de Francavilla es un título nobiliario del reino de Nápoles concedido en 1672 a don Blas Giannini, teniente general del Regimiento de Infantería de Milán (enlace roto disponible en Internet Archive; véase el historial, la primera versión y la última)., por la reina regente de España doña Mariana de Austria en nombre de su hijo el rey Carlos II. El condado de Francavilla se otorgó sobre el feudo de Francavilla Marittima (enlace roto disponible en Internet Archive; véase el historial, la primera versión y la última). en la provincia de Calabria Vltra.

## Historia
Título de conde a don Blas Giannini sobre su tierra de Francavilla en el reino de Nápoles (enlace roto disponible en Internet Archive; véase el historial, la primera versión y la última). para sí sus herederos y sucesores.
Concede su majestad su real assenso a la cessión y venta que don Joseph Serra Doria (enlace roto disponible en Internet Archive; véase el historial, la primera versión y la última)., marqués de Almendralejo (enlace roto disponible en Internet Archive; véase el historial, la primera versión y la última)., ha hecho a favor de don Blas Giannini de la tierra o feudo llamado Francavilla sito en la provincia de Calabria vltra (enlace roto disponible en Internet Archive; véase el historial, la primera versión y la última). del Reyno de Nápoles por precio de 7 mil ducados con las condiciones y cláusulas que aquí se declaran. El Consejo.
Carlos, rey de Castilla, de León... y doña Maria Anna, reina y regente, etc.
Tras considerar aquellos títulos y honores que adornan durante más de cien años los méritos de vuestra nobleza, verificamos también los más placenteros y bien obtenidos. Así pues al notable y fiel y querido para nosotros Don Blas Giannini, teniente general del Regimiento de Infantería de Milán (enlace roto disponible en Internet Archive; véase el historial, la primera versión y la última)., y consejero de nuestro Consejo Secreto del mencionado Estado, por habernos solicitado humildemente como testimonio y significación de todos sus méritos y de toda su familia, y como corte de condescendencias, consideramos digno de honrar con este título y tras considerarle por su linaje y por la antigua nobleza de su familia y sin tener en cuenta los muchos, grandes e importantes méritos y recompensas que durante el intervalo de las guerras se cifran en más de cuarenta y dos años, que en dicho tiempo se sostuvo en Bélgica, Italia, Alemania y España por él mismo para nuestro Rey y en otros asuntos y campañas libradas (por las que también obtuvo recompensas que aquí sería largo expresar), y como no dudamos en que pueda garantizar en días mayores obediencias, se ha de consentir su petición con favorable justicia, y la tierra (ya mediante tratado ahora el feudo de Francavilla) que está en la provincia de Calabria Ultra de nuestro reino de Sicilia Citerior (enlace roto disponible en Internet Archive; véase el historial, la primera versión y la última)., y nuestra Curia Real declare mediante justos títulos y de hecho posea y se ocupe con la dignidad señalada y con el alto honor tan importante como el efecto de una decisión distinguida entre los presentes, deliberada con nuestra autoridad y conocimientos Regios, y con la decisión meditada por la divina gracia de nuestro Sagrado Consejo Supremo mediante una deliberación adherida hacemos, constituimos y creamos conde de esta lejana tierra al notable gobernador don Blas Giannini, conde de Francavilla y a sus herederos y sucesores en orden sucesivo y para siempre reflexionamos y erigimos honores y el título de la Corte y honramos a esta misma tierra de Francavilla, a sus habitantes y a su distrito, y al notable gobernador don Blas Giannini y a sus herederos y sucesores en orden sucesivo condes de esta distante tierra les designamos y nominamos que a partir de ahora en todo tipo de documentos y actas oficiales sean nominados y designados para siempre... Etc.

## Certificación
De este privilegio tomó la razón don Juan Terán y Monfaraz, secretario de SM y de Gracia Universal del Registro.
Dieron fe de este testimonio los administradores de los negocios del gran reino de Sicilia Citerior (Calabria) 
con Sello consagrado.
Dado en la ciudad de Madrid el 24 de enero de 1672 del nacimiento del Señor en el octavo año del reinado de 
la reina doña Mariana de Austria. Firmado: Yo la Reina.
Visto El conde de Peñaranda (enlace roto disponible en Internet Archive; véase el historial, la primera versión y la última).. Vt. Gallart. Rg. Vt. Torre Rg. Vt. De Phillipo Rg. Basterra protº.
Don Hieronymo de Ortega.
Título de conde de Francavilla a don Blas Giannini sobre su tierra de Francavilla 
en el Reyno de Nápoles para sí y sus herederos y sucesores